# Bunaeopsis zaddachii
Bunaeopsis zaddachii este o specie de molie din familia Saturniidae. Este întâlnită în Africa, incluzând Tanzania.